# Johanna Trodt-Limpl
Johanna Trodt-Limpl (* 3. November 1955) ist eine österreichische Pädagogin und Politikerin (BZÖ, zuvor FPÖ). Trodt-Limpl war von 2004 bis 2009 und von 2013 bis 2018 Abgeordnete zum Kärntner Landtag. Von März 2015 bis zu ihrem Austritt im Juli 2017 war sie Bundesparteiobfrau des BZÖ.

## Ausbildung und Beruf
Trodt-Limpl besuchte nach der Volks- und Hauptschule das musisch-pädagogische Bundesrealgymnasium in Klagenfurt und absolvierte nach der Matura die Pädagogische Akademie in Klagenfurt. 1977 legte sie die Lehramtsprüfung für Volksschulen, den katholischen Religionsunterricht, Heilstättenschulen und Sondererziehungsschulen ab. Sie verfügt zudem über eine Zusatzausbildung in Englisch, Italienisch und Slowenisch.
Zwischen 1995 und 1999 studierte Trodt-Limpl Pädagogik, Sozial- und Bildungsarbeit an der Alpen-Adria-Universität Klagenfurt und absolvierte eine Ausbildung im Sozialmanagement und Sozialmarketing. 2001 wurde sie Leiterin der zweisprachigen Volksschule Latschach und 2002 Bezirksschulinspektorin von Wolfsberg. Seit 1. Februar 2004 ist Trodt-Limpl Bezirksschulinspektorin von Villach-Stadt. Ihre Bestellung als Bezirksschulinspektorin von Villach wurde stark kritisiert, da keine Ausschreibung der Position erfolgt war.

## Politik
Trodt-Limpl zog am 31. März 2004 als Abgeordnete der FPÖ in den Kärntner Landtag ein. Im Zuge der Parteispaltung wechselte sie – wie der Großteil der Kärntner FPÖ-Funktionäre – zum BZÖ und war dort Bereichssprecherin für Bildung/Schule sowie Tierschutz des BZÖ-Landtagsklubs. Im März 2007 wurde Trodt-Limpl zur Ortsgruppenleiterin des BZÖ in Finkenstein am Faaker See gewählt. Nachdem Trodt-Limpl im Jänner 2009 während einer krankheitsbedingten Abwesenheit als Bürgermeisterkandidatin beinahe von Werner Sitter aus dem Amt gedrängt worden war, erreicht sie bei der Bürgermeisterdirektwahl im März 2009 18,4 % der Stimmen. Ihr Konkurrent Sittner, der mit einer FPÖ-Liste angetreten war, kam auf 15,2 %. Aus dem Landtag schied Trodt-Limpl nach der Landtagswahl im März 2009 aus, nachdem sie auf der BZÖ-Landesliste nur auf Platz 54 gereiht gewesen war. Nach der Gemeinderatswahl 2009 wurde sie Vizebürgermeisterin von Finkenstein am Faaker See für das BZÖ. Im Zuge der Abspaltungen der Freiheitlichen in Kärnten vom BZÖ und der Gründung der FPK wurde Trodt-Limpl am 8. April 2010 von der eigenen Fraktion als Vizebürgermeisterin abgewählt, nachdem sie sich gegen die Abspaltung ausgesprochen hatte. Mit ihr wurde auch der Gemeindevorstand von seiner Funktion abgelöst. Trodt-Limpl machte in der Folge als einfache Gemeinderätin in Finkenstein weiter. Bei der Landtagswahl 2013 kandidierte sie für das BZÖ als Spitzenkandidatin im Landtagswahlkreis 3 und wurde am 28. März 2013 als eine von zwei BZÖ-Abgeordneten neuerlich als Abgeordnete zum Kärntner Landtag angelobt. Auf dem Landesparteitag des Kärntner BZÖ wurde Trodt-Limpl schließlich am 30. November 2013 mit 63,3 % der Stimmen zur neuen Landesobfrau gewählt.
Nachdem der bisherige Bundesparteiobmann des BZÖ Gerald Grosz von seinem Amt zurückgetreten war, wurde Johanna Trodt-Limpl am 30. März 2015 zu seiner Nachfolgerin gewählt. Im Mai 2017 kündigte sie jedoch ihren Rückzug aus der Politik an. Sie werde nicht mehr als BZÖ-Obfrau kandidieren, im Landtag wolle sie bis zur Landtagswahl 2018 bleiben. Im Juni 2017 folgte ihr Helmut Nikel als Landesparteiobmann des BZÖ Kärnten nach. Kurz nach seiner Ernennung beschuldigte Nikel seine Vorgängerin öffentlich, Parteigelder veruntreut zu haben, die Staatsanwaltschaft leitete Ermittlungen ein, die Anfang 2021 in eine Anklage mündeten.
Um einem Ausschluss aus der Partei zuvorzukommen, erklärten Trodt-Limpl und ihr Parteikollege Wilhelm Korak im Juli 2017 ihren Austritt aus dem BZÖ Kärnten, behielten jedoch ihre Landtagsmandate als parteilose Abgeordnete. Das BZÖ war damit nicht mehr als Partei im Landtag vertreten und verlor Anspruch auf Parteienförderung im hohen sechsstelligen Bereich. Bei der folgenden Landtagswahl konnte das BZÖ mit Helmut Nikel als Spitzenkandidat nur noch 0,37 % der Kärntner für sich gewinnen.

## Strafverfahren

### Verfahren wegen Förderungsmissbrauchs
Im Juni 2016 hob der Kärntner Landtag die Immunität von Wilhelm Korak und Trodt-Limpl auf, da die Staatsanwaltschaft gegen die beiden wegen Förderungsmissbrauchs ermittelte. Die beiden Politiker, die die Vorwürfe zurückwiesen und betonten, dem BZÖ sei kein Schaden entstanden, sollen 150.000 Euro Klubförderung nicht ordnungsgemäß verwendet haben, indem sie einem Kärntner Autohändler während einer Umbauphase ein kurzfristiges Darlehen gewährt haben, das inzwischen wieder zurückbezahlt worden sein soll. Das Verfahren wurde mittels Diversion durch Zahlung einer Geldbuße erledigt.

### Verfahren wegen schweren Betrugs, Veruntreuung und Untreue
Im Jänner 2021 wurde bekannt, dass die Staatsanwaltschaft Trodt-Limpl wegen schweren Betrugs, Veruntreuung und Untreue anklagt. Im Prozess am 30. März 2021 bekannte sie sich gleich zu Beginn schuldig und wurde nicht rechtskräftig zu sechs Monaten bedingter Haft und einer Geldstrafe in Höhe von 12.000 Euro verurteilt.

## Privates
Trodt-Limpl ist verheiratet und Mutter eines Sohnes und einer Tochter. Sie lebt in Gödersdorf.